# Lavernhe
Lavernhe är en kommun i departementet Aveyron i regionen Occitanien i södra Frankrike. Kommunen ligger  i kantonen Sévérac-le-Château som ligger i arrondissementet Millau. År 2018 hade Lavernhe 220 invånare.

## Befolkningsutveckling
Antalet invånare i kommunen Lavernhe
Referens: INSEE